# 西田靖宏
西田 靖宏（にしだ やすひろ、1975年12月13日 - ）は、日本の元男子バレーボール選手、現指導者である。元日本代表。

## 来歴
福井県鯖江市出身。鯖江市中央中学校でバレーボールを始め、1990年に第4回さわやか杯（全国都道府県対抗中学大会）に出場。オリンピック有望選手に選出された。
福井工大福井高等学校から筑波大学を経てVリーグ・NTT西日本レグルスに入団。第8回Vリーグ（2001/02シーズン）ではアタック決定本数・総得点で日本人トップの成績を残した。リーグ終了後、チームが本社の業績不振に伴い休部となったため、サントリーサンバーズへ移籍した。
2003年には日本代表に選出され、ワールドリーグに出場した。
2006年、サントリーを退団。筑波大学大学院に進学し、つくばユナイテッドSun GAIAに加入した。
2007年、天皇杯全日本選手権関東ブロックラウンド出場を最後に大学院に専念のため退団。
2008年、母校の福井工大福井高等学校の保健体育科教員に着任し、男子バレーボール部監督に就任した。
2023年8月の全国高等学校総合体育大会（インターハイ）ではベスト4、2024年1月の第76回全日本高等学校選手権大会（春高バレー）では福井県勢初の準優勝に導いた。

## エピソード
- 海星高等学校・星城高等学校との練習試合で海星高等学校の西田有志を見出し、星城高等学校監督・ユース日本代表コーチの竹内裕幸に推薦。U-19日本代表選出に導いている[8]。

## 球歴
- 日本代表（2003-2004年）
  - ワールドリーグ - 2003年

## 所属チーム
- 鯖江市中央中学校
- 福井工大福井高等学校
- 筑波大学
- NTT東海レグルス/NTT西日本レグルス（1998-2002年）
- サントリーサンバーズ（2002-2006年）
- つくばユナイテッドSun GAIA（2006-2007年）

## 出演
- 聖火のキセキ（2019年7月27日、NHK BS1）[9]